# Arquipélago dos Bijagós
O arquipélago dos Bijagós são um conjunto de ilhas costeiras e estuarinas da Guiné-Bissau, constituído por 88 ilhas, ilhéus e ilhotas, situadas ao largo da costa atlântica africana, com uma área total emersa de 2 624 km2 e uma população estimada de 32 400 habitantes (2009). O território corresponde a um antigo delta transformado em arquipélago pela subida pós-glaciar do nível médio do mar. É ainda o único arquipélago deltaico da costa ocidental africana e o maior complexo de vasas de África.
Os Bijagós são uma área protegida, classificada, em 1996, pela UNESCO como reserva da biosfera. A reserva alberga uma diversificada fauna na qual se contam, entre outras espécies macacos, hipopótamos, crocodilos, aves pernaltas, tartarugas marinhas e lontras.

## Características gerais

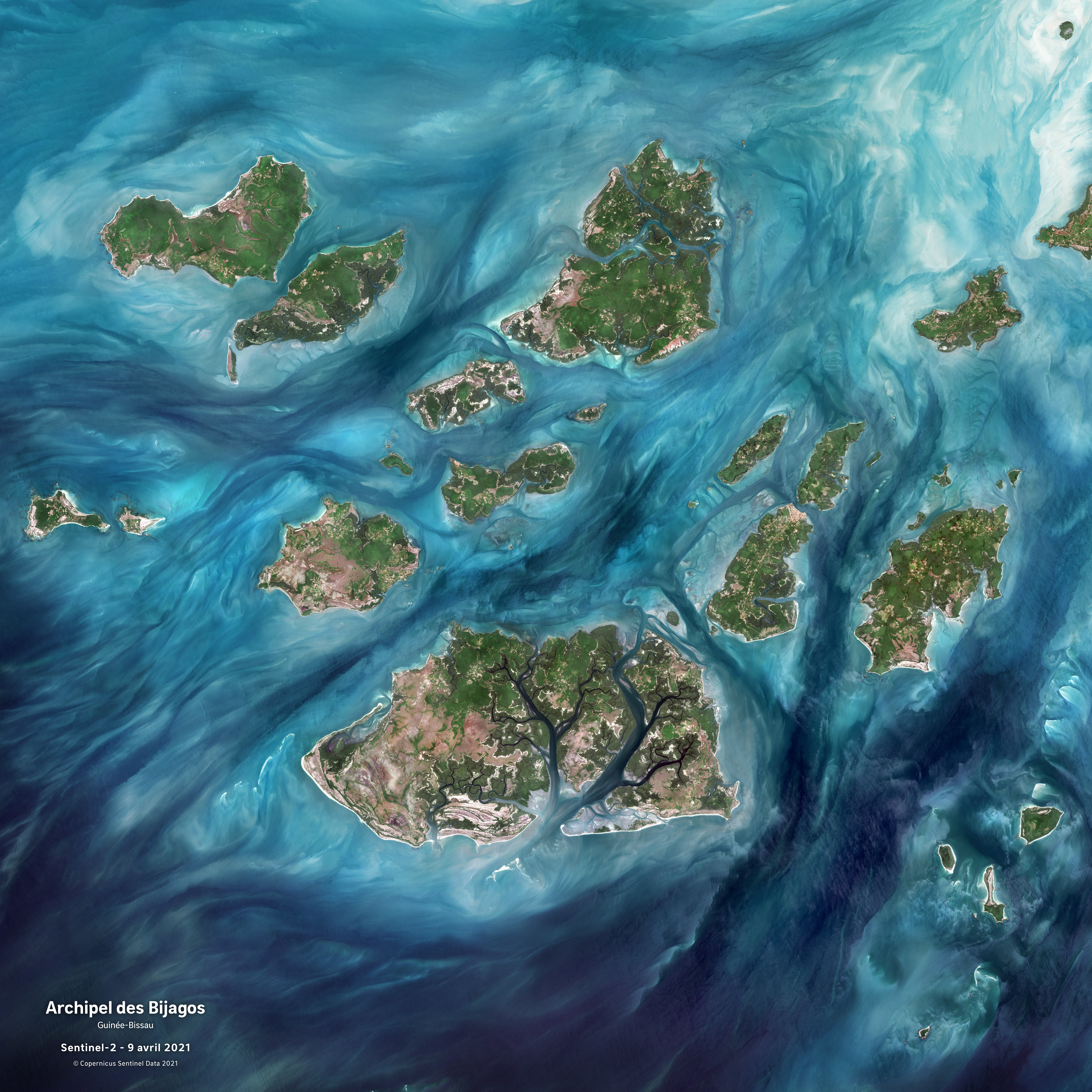
Arquipélago dos Bijagós visto de satélite.

O arquipélago tem uma área total de 2.624 km² e uma população orçada em cerca de 30.000 habitantes (2006). Apenas 20 das ilhas têm populações significativas, já que a maioria ou são desabitadas ou têm populações muito reduzidas. A população fala maioritariamente o Bijagó e professa religiões animistas: são profundamente crentes e dedicam cerca de cem dias por ano a rituais religiosos.
Geograficamente organizam-se em 8 grupos de ilhas, somando 88 ilhas pertencentes ao arquipélago, onde salientam-se:
- Bolama
- Bubaque
- Caravela
- Carache
- Eguba
- Ganogo
- Menegue
- Orangozinho
- Soga
- Unhocomo
- João Vieira
- Uracane
- Unhocomozinho
- Formosa
- Galinhas
- Maio (Chediã)
- Orango Grande
- Poilão
- Ponta (Nago)
- Canhabaque/Roxa
- Rubane
- Uno

## História
Na era pré-colonial o arquipélago constituía um importante ponto de passagem das rotas comerciais na costa ocidental Africana. Em 1930-1931 o antropólogo e fotógrafo Austríaco Hugo Bernatzik viveu no arquipélago onde documentou a vida do povo Bidyogo. A ilha de Orango tem uma sociedade matriarcal onde as mulheres escolhem os maridos ao cozinhar-lhes um prato (tradicionalmente peixe) que, sendo aceite e comido pelo pretendido, se torna o selo da união.

## População
Os bijagós não são verdadeiramente originários destas ilhas, que lhes serviram de refúgio antes da conquista de Malinké. Terão chegado a estas ilhas depois de terem sido derrotados por outros povos do continente e construído as suas aldeias no centro das ilhas, em plena floresta, para melhor se defenderem.

A maior parte da população do arquipélago pertence à etnia bijagó. Contudo, existem outros grupos étnicos guineenses que coabitam com os bijagós neste meio insular. Por outro lado, os estrangeiros vindos da sub-região estão igualmente presentes no território em conjunto com os Nhomincas do Senegal, os guineenses de Conakri e os habitantes da Serra Leoa.

### Organização social
Cada aldeia que agrupa em média 100 a 200 pessoas, pode ser considerada uma entidade política, económica e religiosa.

## Divisão Administrativa/Ilhas
A maior parte das ilhas do arquipélago pertence administrativamente a Região de Bolama, sendo que as únicas exceções são o ilhéu (ou ilha) Mancebo, que faz parte da região de Quinara, e a ilha das Areias, parte da região do Biombo.
| Divisão Administrativa /Ilhas     | Sector   | km²   | Hab. (2009) |
| --------------------------------- | -------- | ----- | ----------- |
| Sector Bolama                     | Bolama   |       | 10.206      |
| Ilha Bolama (Cidade 4.819 Hab.)   | Bolama   | 98,1  | 6.024       |
| Sector Bolama (Parte Continental) | Bolama   |       | 2.549       |
| Ilha Galinhas                     | Bolama   |       | 1.633       |
| Sector Bubaque                    | Bubaque  |       | 11.204      |
| Ilha Bubaque (Cidade 4.299 Hab)   | Bubaque  |       | 6.427       |
| Ilha de Canhabaque/Roxa           | Bubaque  | 110,9 | 2.478       |
| Ilha de Soga                      | Bubaque  |       | 842         |
| Ilha de Orangozinho               | Bubaque  | 107,0 | 706         |
| Ilha de Ganogo                    | Bubaque  |       | 458         |
| Ilha de Rubane                    | Bubaque  |       | 165         |
| Ilha de Menegue                   | Bubaque  |       | 122         |
| Ilha de João Vieira               | Bubaque  |       | 6           |
| Sector Caravela                   | Caravela |       | 5.101       |
| Ilha de Formosa                   | Caravela | 140,3 | 1.873       |
| Ilha de Caravela                  | Caravela | 125,7 | 907         |
| Ilha de Unhocomo                  | Caravela |       | 678         |
| Ilha de Ponta (Nago)              | Caravela |       | 619         |
| Ilha de Maio (Chediã)             | Caravela |       | 436         |
| Ilha de Carache                   | Caravela | 80,4  | 428         |
| Ilha de Unhocomozinho             | Caravela |       | 160         |
| Sector Uno                        | Uno      |       | 5.913       |
| Ilha de Uno                       | Uno      | 104,0 | 3.324       |
| Ilha de Orango Grande             | Uno      | 272,5 | 1.250       |
| Ilha Uracane                      | Uno      |       | 1.181       |
| Ilha de Eguba                     | Uno      |       | 158         |
| Total                             |          | 2.624 | 32.424      |

## Economia

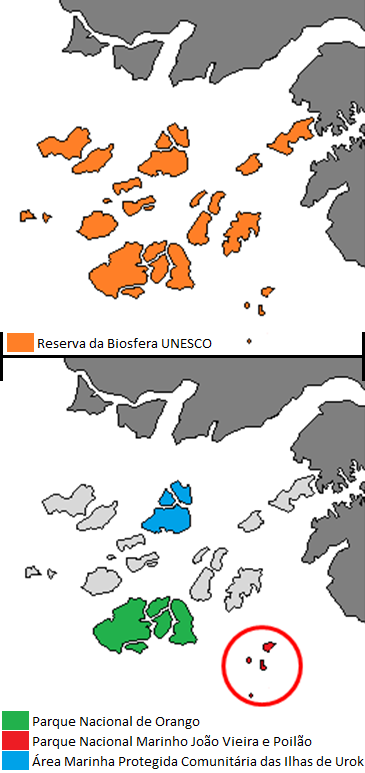
Reserva da Biosfera, Parques Nacionais e Áreas Protegidas

O bijagó autóctone é tradicionalmente ligado às actividades agrícolas, pois a economia do arquipélago repousa essencialmente na agricultura. Quanto à pesca, essa constitui uma actividade complementar e de subsistência. As mulheres dedicam-se igualmente à apanha do marisco e bivalves, principal fonte de proteína animal da população bijagó.
O turismo no arquipelago é incipiente, recebendo cerca de 30 mil turistas por ano(2017). Possui algumas instalações de ecoturismo.

## Clima
Com um clima tropical, as ilhas têm duas estações bem definidas: a das chuvas, entre maio e outubro, e a seca, de novembro a abril. A temperatura é sempre elevada, sendo os meses de dezembro e janeiro os mais frescos.
A ilha de Orango tem muitos tipos de clima, desde o mais seco nas zonas de pouco pasto, savana, até uma muito húmido, quando se entra no meio da vegetação.

## Biodiversidade
Pela importância da sua biodiversidade todo o arquipélago está classificado como Reserva Ecológica da Biosfera pela UNESCO.  Esta reserva ecológica é o abrigo de um sem-número de aves, nomeadamente, abutres, beija-flor de barriga verde, garajau, garça gigante, pelicanos, flamingos e tantos outros. Também podemos encontrar  manatins africanos. tartarugas marinhas, lontras-do-cabo, tubarões e na ilha de Orango, hipopótamos (únicos do mundo no meio marinho).

### Parques Nacionais/Áreas Protegidas

#### Parques Nacionais
Existem dois Parques Nacionais: O Parque Nacional de Orango e o Parque Nacional Marinho João Vieira e Poilão.

#### Áreas Protegidas
Existe uma Área Protegida: Área Marinha Protegida Comunitária das Ilhas Formosa, Nago e Tchedia (Urok).

## Geologia
As ilhas dos Bijagós são antigo delta transformado em arquipélago depois da subida do nível do mar. É ainda o único arquipélago deltaico da costa ocidental africana e o maior complexo de vasas de África.